# Григорян, Роман Багдасарович
Рома́н Багдаса́рович Григоря́н (14 сентября 1982, Москва) — российский и армянский футболист, полузащитник.

## Карьера
Карьеру начал в московском «Торпедо-ЗИЛ», однако там находился в дубле, так и не сыграв за главную команду ни одного матча. Летом 2001 года перешёл в клуб Второго дивизиона подольский «Витязь». Дебют Григоряна на профессиональном уровне состоялся 12 августа, когда он вышел в стартовом составе на матч со «Спартаком» Луховицы, на 58-й минуте был заменён на Ефима Ломкова. За полгода, проведённых в команде, сыграл в десяти встречах.
Следующий год начал в другой подмосковной команде — «Коломне», сохранившей прописку во втором дивизионе, несмотря на занятое годом ранее предпоследнее место в турнире. Сыграть первый матч в новом клубе ему довелось лишь 5 августа и вновь с луховицким «Спартаком». На этот раз Григорян сыграл все 90 минут, однако его команда уступила 0:1. 20 августа открыл счёт своим голам в профессиональной карьере. На 33-й минуте матча против «Локомотива» Лиски отправил мяч в ворота голкипера гостей Руслана Аблаева. Этот гол оказался единственным в 18 матчах за «Коломну». По итогам сезона команда заняла 18-ю строчку в турнирной таблице, позволявшую и в следующем сезоне выступать во Втором дивизионе, однако лишилась профессионального статуса.
Сезон 2003 года Григорян провёл в любительской лиге, выступая за воссозданную команду «Торпедо-ЗИЛ». Затем выступал в столичном «Титане». В начале 2005 года вернулся в подольский «Витязь», но на этот раз в роли игрока основного состава. Клуб успешно начал сезон, довольно уверенно обыгрывая соперника. Григорян регулярно появлялся на поле, иногда забивая голы. Первый мяч он провёл в игре с лискинским «Локомотивом», а в игре с клубом «Локомотив-М» отметился дублем. «Витязь» завершил сезон на третьем месте, что не давало права на повышение в классе.
В начале 2006 года отправился в новокузнецкий «Металлург-Кузбасс», также представлявший второй дивизион, но выступавший в зоне «Восток». В гостевом матче 3-го тура первенства с иркутской «Звездой» Григорян на 67-й минуте срезал мяч в сетку собственных ворот, тем самым сравняв счёт и позволив хозяевам уйти от поражения. В 33 встречах он девять раз забивал мячи. По результатам года «Металлург» финишировал вторым, но в связи с тем, что тольяттинская «Лада» не прошла лицензирование в ПФЛ, занял её место в первом дивизионе.
Перед началом сезона 2007 года Григорян вместе с Сергеем Анохиным и Владимиром Коротковым покинул Новокузнецк и в третий раз подписал контракт с «Витязем». В первенстве страны подольчане уверенно заняли первую строчку, на 10 очков опередив ближайшего конкурента — «Металлург» Липецк. Григорян регулярно выходил в стартовом составе, приняв участие в 29 встречах. В пятом туре с серпуховской «Звездой», дважды отличился, оба раза реализовав пенальти. К окончанию соревнований забил 15 мячей, что позволило ему занять второе место в списке бомбардиров. Как победитель зоны «Центр» «Витязь» в ноябре 2007 года принимал участие в Кубке ПФЛ, проходившем на стадионе «Лужники». Одержав три победы и сыграв одну ничью, «Витязь» стал победителем турнира. Григорян же отметился на турнире четырьмя голами, уступив лишь своему одноклубнику Сергею Анохину, и был назван ПФЛ лучшим полузащитником турнира.
В первом дивизионе «Витязь» сумел закрепиться в середине таблицы, заняв 11-е место два года подряд: 2008 и 2009. Григорян впервые в рамках первенства вышел на поле 27 марта 2008 года в игре первого тура с «Балтикой». Дебютный же мяч забил в ворота «КАМАЗа», защищаемые Платоном Захарчуком. Всего за два года выступлений в Первом дивизионе забил 28 мячей.
В конце 2009 года руководство «Витязя» из-за финансовых проблем приняло решение отказаться от участия в первом дивизионе, и Григорян на правах свободного агента перешёл в ярославский «Шинник», подписав с ним контракт на два года. Дебютный матч за ярославцев провёл 7 апреля в рамках матча 3-го тура с «Жемчужиной-Сочи», а 13 мая забил мяч Валерию Чижову, защищавшему ворота курского «Авангарда». Этот мяч стал первым из трёх, забитых Григоряном в сезоне. В следующем году «Шинник» взял старт в только созданной Футбольной национальной лиге. В 20 матчах за клуб Григорян забил 8 мячей и отдал 5 результативных передач, став лучшим бомбардиром команды.
17 августа 2011 года Григорян подписал с самарскими «Крыльями Советов» контракт, рассчитанный на три года. Через три дня состоялся его дебют в российской Премьер-лиге. В матче 21-го тура против «Зенита» главный тренер Андрей Кобелев выпустил его во втором тайме на поле вместо Антона Бобра. Свой дебютный гол за «Крылья Советов» забил 17 сентября, выйдя на замену в матче против саранской «Мордовии». Этот гол стал победным для «Крыльев» в том матче, который завершился со счётом 3:2. В июне 2013 года покинул клуб.
Следом, после короткого периода в «Нефтехимике», перешёл в «Тамбов», где за короткое время сумел стать ведущим игроком, а впоследствии и лучшим бомбардиром клуба в его истории, немало поспособствовал завоеванию бронзовых медалей в зоне «Центр» ПФЛ сезона 2014\15.
С 2016 года — игрок «Торпедо» (Армавир). В 2017 году вернулся в «Тамбов», по окончании сезона 2016/17 покинул команду.

## Достижения

### Командные
- Победитель зоны «Центр» Второго дивизиона: 2007
- Обладатель Кубка ПФЛ: 2007
- Обладатель Кубка ПФЛ «Надежда»: 2005

### Индивидуальные
- Лучший полузащитник Кубка ПФЛ: 2007
- Лучший бомбардир, лучший полузащитник и лучший игрок Кубка ПФЛ «Надежда»: 2005